# Павук Василь Генадієвич
Василь Геннадійович Павук (нар. 2 листопада 1967, Шибалин, Тернопільська область) — український художник, літератор, публіцист, громадський діяч, поет, скульптор.

## Біографія
Народився 2 листопада 1967 року в с. Шибалині Бережанського району.
- 1983 рік — закінчив Шибалинську восьмирічну школу, та Бережанську художню школу. В 1983—1984 роках навчався в Бережанській середній школі.
- 1988 рік — закінчив Косівський технікум декоративно-прикладного мистецтва[1].
- 1988—1990 роки — служив строкову службу в радянській армії.
- 2002—2010 роки — Шибалинський сільський голова. Обирався депутатом Бережанської районної ради та Тернопільської обласної ради. Редактор друкованого видання при виконавчому комітеті Шибалинської сільської ради — «Шибалинська газета».
- 2005—2011 роки — організатор та керівник Бережанської районної організації партії ВО «Свобода». Добровільно склав із себе повноважень керівника. Після цього вважає себе позапартійним.
- 2005—2010 роки — співзасновник та редактор громадсько-політичного видання «Разом».
- 2011—2018 роки керівник ГО „Громадсько-ідеологічний клуб «Золотий перетин»“[2].

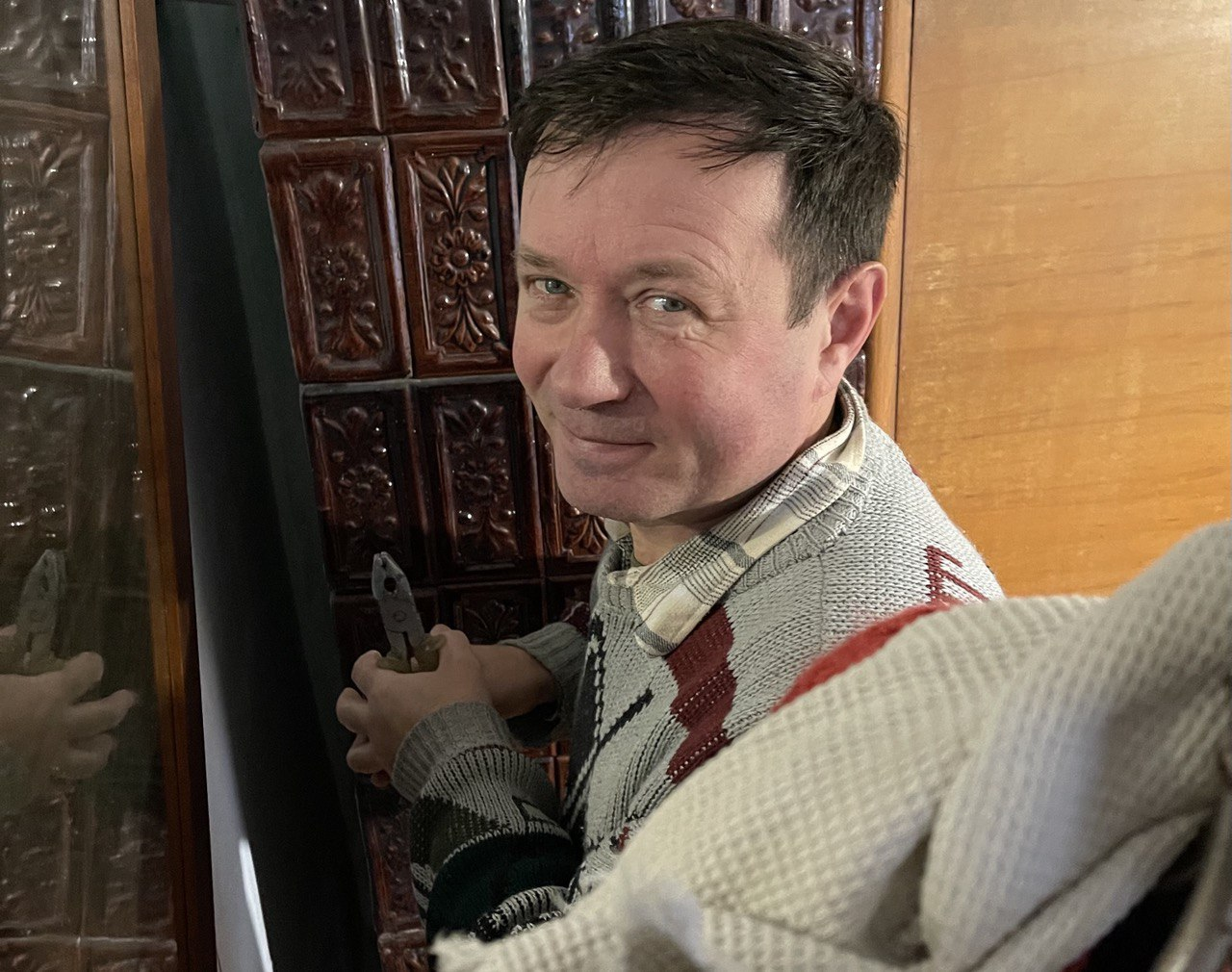
сфотографовано 6 грудня 2022

## Творчість
Василь Павук є автором статей на мистецькі та громадсько-політичні теми, котрі друкували в районних, обласних та всеукраїнських виданнях.
У 2001 році біля храму святого апостола і євангеліста Іоана Богослова збудовано каплицю з фігурою Божої Матері за проєктом Василя Павука.
У 2004 році Скульптури святих Петра і Павла з залізобетону на подвір'ї того ж храму.
У 2021 році став півфіналістом конкурсу ілюстраторів «Illustrators for the future contest», США[джерело?].

### Виставки
- Участь у збірних образотворчих виставках в кількох містах (Дніпропетровськ, Івано-Франківськ, Бережани, Тернопіль) в Україні та за кордоном (Рим, Італія).[1]
- Твори зберігаються в музейних та приватних колекціях в Україні, Росії, Польщі, Німеччині, Італії, Франції, Іспанії, Португалії, Мексиці.
- Срібна медаль та участь у міжнародній виставці-конкурсі екслібрисів (1992, м. Рим, Італія),
- Персональні виставки живопису, графіки — Бережани (1992) в Бережанському краєзнавчому музеї.
- Тернопіль (1996) в Картинній галереї Тернопільської обласної спілки художників України.
- 2015—2016 роки — учасник Паризької бієнале[fr], Франція. Для бієнале зняв 42 годинний фільм (30 серій) фільм «Спостереження за картиною»[3].

В Італії колекціонер Маріо Де Філіппіс видав кілька збірок з екслібрисами, до яких увійшли і роботи Василя Павука.

### Кіно
Сімейна студія «Pavuk-Film», знімає короткометражні фільми:
- «Любов є…» (спеціальний приз журі фестивалю «The Next Big Thing—2014»).
- 15 секундний фільм «Чарлі Чаплін» (2015, 1-е місце на міжнародному конкурсі, організованому Британською Радою в Україні та ЮНІСЕФ).
- Фільм «…Бережани, Бирижини…» фіналіст кінофестивалю урбаністики «86» (2015).
- Спеціальний приз журі фестивалю «Де Кіно» 2016, проведеного у Києві кіностудією FILM.UA Group та телеканалом 1+1.
- Фіналісти конкурсу короткого метру «Різдвяне диво» (1+1 медіа, 2016).
- Тричі фіналісти та двічі переможці фестивалю «Кіномедіа» у номінаціях експериментальне кіно (2014, 2015, 2016).
- Відео «Після війни… Хто має мати право голосувати» демонструвалося на фестивалі «Найбудекіно», м. Київ, 2023 рік[5].

### Поезія
- Переможець поетичного конкурсу Democracy Frontline (Організатори програми ГО Media Frontline e.V. (Berlin) та ГО Тинк Тенк Юкрейн (Харків) — 2023 рік, вірш «Що буде після війни?».